# Jason Mewes
Jason Edward Mewes (Highlands, New Jersey, SAD, 12. lipnja 1974.) američki je televizijski i filmski glumac poznat po ulogama dilera droge Jayja, koji zajedno s partnerom Silent Bobom (kojeg glumi Kevin Smith) glumi zabavan dvojac "Jay i Silent (Tihi) Bob", u nizu filmova koje je režirao Kevin Smith, prijatelj Jasona Mewesa iz djetinjstva.
Jason Mewes glumio je u svim filmovima Kevina Smitha osim u filmu Jersey Girl.

## Privatni ‍ivot
Mewes je odrastao na Highlandsu, u New Jerseyju, živeći s majkom, heroinskom ovisnicom, koja je umrla od AIDS-a 2002. godine. Nikad nije upoznao svojeg oca, a heroin je počeo koristiti od svojih ranih dvadesetih godina, te je po tome bio poznat sljedećih deset godina.

## Karijera
On i njegov veliki prijatelj iz djetinjstva; redatelj, scenarist i glumac, Kevin Smith, glumili su dilerski dvojac - kao Jay (Mewes) i Silent Bob (Smith). Zajedno su glumili u ukupno osam filmova gdje je ovaj dvojac bio protagonist filma.
Osim po ulozi Jayja u filmu, Mewes je istom liku posudio glas u kratkoj animiranoj seriji Trgovci: Animirana serija (Clerks: The Animated Series).
Iako je većinom poznat po filmskim ulogama, Mewes ima iskustva i u televizijskim serijama. Primjer toga je kanadska serija Degrassi: The Next Generation. Tamo se pojavljuje u dvije epizode, u trodijelnoj priči. Jason Mewes, Kevin Smith i zvijezda Degrassi serije - Stacie Mistysyn, bili su i na naslovnici kanadskog TV vodiča.
Mewes i Smith pojavljuju se natrag u seriji, u zadnje 4 epizode, posljednjoj 8 sezoni. Te epizode bile su pod nazivom "Paradise City".
Jason Mewes 1998. tumači lik kao Garyja Lamba, aktivista za zašitu Zemlje, u seriji Nikeovih reklama, u režiji Kevina Smitha.
U videoigri Scarface: The World Is Yours, Mewes je dao glas lopovu u igri, koju krade nekoliko snimaka. Dijalog tog lika sastoji se od konstantnog vulgarnog riječnika, gotovo u skladu s glumčevim karakterom.
Glumac je glumio i u pilot epizodi sitcoma Hating Hal, koju je također režirao Kevin Smith. Međutim, pilot epizoda nikad nije prikazana.
Tokom radio interviewa na američkoj radio stanici WJFK 106.7, Jason Mewes je potvrdio da je u jednom trenutku, tokom snimanja filma Trgovci 2 (Clerks 2), imao dogovor s prijateljem Smithom da bude trijezan prilikom snimanja filma. Također, kazao je da je glumio u filmu K 11 s glumcima kao što su Kristen Stewart i Nikki Reed, te je za potrebe svoje uloge, obojao kosu u crno.

## Privatni život
Mewes je prvi puta zbog droge krenuo u rehabilitacijsku kliniku 1997. godine, nakon što je primjećeno da se glumac čudno ponaša prilikom snimanja filma Tražeći Amy (Chasing Amy).
Glumčeva trezvenost bila je kratkog vijeka, te je 1999. uhićen zbog posjedovanja heroina i šprice, što je bilo u suprotnosti s dogovorom o uvjetnoj kazni.
Tokom snimanja filma Jay i Silent Bob uzvraćaju udarac (Jay and Silent Bob Strikes Back), Mewes je Kevinu Smithu ukrao kreditnu karticu, te potrošio 1.100 USD na heroin. Smith je odlučio pomoći svojem prijatelju, te ga je pozvao zajedno sa suprugom Jennifer Schwalbach Smith, da živi kod njih. Međutim, Smith ga je izbacio iz kuće kad je otkrio da Mewes opet konzumira drogu.
U jednom pokušaju da se "skine" s droge, Mewes se preselio k majci, koja mu je davala OxyContin, kako bi sinu olakšala simptome odvikavanja od opijata. Kao nuspojava, glumac je postao ovisan o toj supstanci.
2001. izdan je nalog za njegovo uhićenje, a u travnju 2003. Mewes se predao i priznao vlastitu krivicu zbog ponovnog kršenja odredbi uvjetne kazne. Naime, Mewes je u Los Angelesu živio "prljavim životom" u stanu bez struje i vode. Tada je bio na prekretnici. Mogao je nastaviti s tim životom ili se vratiti u neizvjesnu mogućnost, u rodni New Jersey gdje je izdana tjeralica za njime zbog kršenja uvjetne kazne. Zbog njegovog prekršaja, mogla mu je biti izrečena kazna od 5 godina zatvora. Međutim, sudac mu je dao "posljednje upozorenje" te je poslan na višemjesečno liječenje od ovisnosti.
U filmu Trgovci 2 (Clerks 2), Jason Mewes je glumeći Jayja, ispričao taj događaj, u gotovo nepromijenjenom obliku.
Nakon tog događaja, Mewes je jednom prilikom zaspao sa zapaljenom cigaretom, te je gotovo poginuo u požaru. Međutim, od posljednjeg uhićenja, Mewes je po pitanju droge, ostao trezven.

## Filmografija
| Godina        | Film                             | Hrv. prijevod                     | Uloga              | Bilješke         |
| ------------- | -------------------------------- | --------------------------------- | ------------------ | ---------------- |
| 1994.         | Clerks                           | Trgovci                           | Jay                |                  |
| 1995.         | Mallrats                         | Štakori iz šoping centra          | Jay                |                  |
| 1996.         | Drawing Flies                    | ???                               | Az                 |                  |
| 1997.         | Chasing Amy                      | Tražeći Amy                       | Jay                |                  |
| 1999.         | Dogma                            | ???                               | Jay                |                  |
| 1999.         | Tail Lights Fade                 | ???                               |                    | nepotpisan       |
| 1999.         | The Blair Clown Project          | Vještica iz Blaira                | 3. svjedok         |                  |
| 1999.         | Spilt Milk                       | ???                               |                    |                  |
| 2000.         | Scream 3                         | Vrisak 3                          | Jay                |                  |
| 2000.         | Vulgar                           | ???                               | Tuott the Basehead |                  |
| 2001.         | Jay and Silent Bob Strike Back   | Jay i Silent Bob uzvraćaju udarac | Jay                |                  |
| 2001. – 2002. | Clerks (TV series)               | Trgovci (animirana serija)        | Jay                | 6 epizoda (glas) |
| 2002.         | R.S.V.P.                         | ???                               | Terry              |                  |
| 2002.         | High Times' Potluck              | ???                               | Guy                |                  |
| 2002.         | Hot Rush                         | ???                               |                    |                  |
| 2003.         | Pauly Shore Is Dead              | ???                               | Jay the MC         | kao Jay Mewes    |
| 2004.         | Powder: Up Here                  | ???                               | Evil Villain       |                  |
| 2005.         | Degrassi: The Next Generation    | Degrassi: Sljedeća generacija     | Sam sebe           | 4 episodes       |
| 2005.         | My Big Fat Independent Movie     | ???                               | Stroj koji govori  | glas             |
| 2005.         | Tom 51                           | ???                               |                    |                  |
| 2005.         | The Pleasure Drivers             | ???                               | Counter Monkey     |                  |
| 2006.         | Clerks II                        | Trgovci 2                         | Jay                |                  |
| 2006.         | Feast                            | ???                               | Edgy Cat           |                  |
| 2006.         | National Lampoon's TV: The Movie | ???                               |                    |                  |
| 2006.         | Bottoms Up                       | ???                               | Owen Peadman       |                  |
| 2006.         | Jack's Law                       | ???                               | Bobby Mewes        |                  |
| 2007.         | Netherbeast Incorporated         | ???                               | Waxy Dan           |                  |
| 2007.         | Gone Baby Gone                   | ???                               |                    | Thanks           |
| 2007.         | The Tripper                      | ???                               | Joey               |                  |
| 2008.         | Bitten                           | ???                               | Jack               | Video            |
| 2008.         | Zack and Miri Make a Porno       | Zack i Miri snimaju pornić        | Lester             |                  |
| 2008.         | Tattoos: A Scarred History       | ???                               | Sam sebe           |                  |
| 2008.         | Fanboys                          | Fanovi                            | Sam sebe           | cameo            |
| 2009.         | Tom Cool                         | ???                               |                    |                  |
| 2009.         | Midgets Vs. Mascots              | ???                               | Jason              | nepotpisan       |
| 2009.         | Shoot the Hero                   | Upucaj heroja                     | Nate               | post-produkcija  |
| 2009.         | Mitch and Stu's Quest            | ???                               | Stu                | pred-produkcija  |
| 2009.         | The Science of Cool              | ???                               | Coach Cambria      | u produkciji     |
| 2010.         | Repo                             | Repo                              | T.J.               | post-produkcija  |
| 2010.         | Noah's Ark: The New Beginning    | Noina arka: novi početak          | Ham                | glas             |
| 2010.         | Breath of Hate                   | ???                               | Ned                |                  |
| 2010.         | Big Money Rustlas                | ???                               | Bucky              |                  |
| 2011.         | Silent But Deadly                | Tih ali ubojit                    | Thomas Capper      | dovršen          |

## Vanjske poveznice
- Profil glumca na IMDB.com
- Mewesov interview za View Askew
- Smith, Kevin. My Boring Ass Life: The Uncomfortably Candid Diary of Kevin Smith. Titan Books. 25 September 2007. ISBN 1845765389.